# The Inexorable
The Inexorable – trzeci studyjny album grupy muzycznej Angelcorpse. Wydany we wrześniu 1999 roku przez Osmose Productions.

## Lista utworów
Opracowano na podstawie materiału źródłowego.
1. "Stormgods Unbound" (Helmkamp, Palubicki) - 03:40
2. "Smoldering In Exile" (Helmkamp, Palubicki) - 05:01
3. "Reaver" (Helmkamp, Palubicki) - 03:42
4. "Wolflust" (Helmkamp) - 04:46
5. "As Predator To Prey" (Helmkamp, Palubicki) - 04:25
6. "Solar Wills" (Helmkamp, Palubicki) - 03:23
7. "Begotten (Through Blood & Flame)" (Helmkamp, Palubicki) - 05:46
8. "The Fall Of The Idols Of Flesh" (Helmkamp, Palubicki) - 03:46